# Čornomorský rajón
Čornomorský rajón (Černomorský rajón, ukrajinsky Чорноморський район, rusky Черноморский район) je rajón v Autonomní republice Krym na Ukrajině. Hlavním městem je sídlo městského typu Čornomorske (Černomorskoje) a rajón má přibližně 30 tisíc obyvatel. 
Od Krymské krize území fakticky ovládá Rusko, které rajón považuje za součást svého federálního subjektu Republika Krym.

## Sídla v rajónu
Sídlo městského typu:
- Čornomorske (Černomorskoje)